# نیکول هایسلت
نیکول هایسلت (به انگلیسی: Nicole Haislett) (زادهٔ ۱۶ دسامبر ۱۹۷۲) شناگر اهل ایالات متحده آمریکا است.